# Бударинский сельсовет
Буда́ринский сельсове́т — упразднённое сельское поселение и административно-территориальная единица в Лиманском районе Астраханской области Российской Федерации.
Административный центр — село Бударино.

## История
До войны существовал Дальчинский сельский совет Долбанского улуса Калмыцкой автономной области, в который входили населённые пункты Дальчи, Чимбя, Семеновск, Коскин и другие. В 1943 году сельсовет был включен в Астраханскую область, в 1944 году село Дальчи переименовали в село Бударино, сельсовет тоже стал Бударинским уже Лиманского района. В 1954 году включён в Промысловский сельский совет, а в 1972 году - восстановлен.
6 августа 2004 года в соответствии с Законом Астраханской области № 43/2004-ОЗ сельсовет наделен статусом сельского поселения.
Законом Астраханской области от 2 апреля 2015 года № 21/2015-ОЗ, муниципальные образования «Бударинский сельсовет» и «Воскресеновский сельсовет» преобразованы путём объединения в муниципальное образование «Бударинский сельсовет» с административным центром в селе Бударино.
Законом Астраханской области от 25 мая 2017 года № 23/2017-ОЗ были преобразованы муниципальные образования и административно-территориальные единицы «Бирючекосинский сельсовет», «Бударинский сельсовет», «Камышовский сельсовет», «Караванненский сельсовет», «Кряжевинский сельсовет», «Рабочий посёлок Лиман», «Михайловский сельсовет», «Новогеоргиевский сельсовет», «Проточенский сельсовет» и «Рынковский сельсовет» путём их объединения в городское поселение «Рабочий посёлок Лиман» с административным центром в рабочем посёлке Лиман.

## Население
| 2010 | 2012 | 2013 | 2014 | 2015 | 2016 | 2017 |
| ---- | ---- | ---- | ---- | ---- | ---- | ---- |
| 669  | ↗685 | ↘661 | ↘660 | ↘657 | ↗899 | ↘868 |

## Состав сельского поселения
В состав сельского поселения входят 3 населённых пункта:
| № | Населённый пункт | Тип населённого пункта       | Население |
| - | ---------------- | ---------------------------- | --------- |
| 1 | Бударино         | село, административный центр | ↘591      |
| 2 | Воскресеновка    | село                         | ↗252      |
| 3 | Дальнее          | село                         | ↗78       |